# Neschwitz
Neschwitz (alt sòrab: Njeswačidło) és un municipi alemany que pertany a l'estat de Saxònia. Es troba a 14 kilòmetres de Bautzen. El 31 de desembre de 2017 tenia 2450 habitants. A final del segle xix els sòrabs eren el 83% de la població.

## Llogarets
Comprèn els llogarets de:
- Neschwitz (Njeswačidło), 839 h.
- Caßlau (Koslow), 89 h.
- Doberschütz (Dobrošicy), 118 h.
- Holscha (Holešow), 43 h.
- Holschdubrau (Holešowska Dubrawka), 87 h.
- Kleinholscha (Holška), 13 h.
- Krinitz (Króńca), 36 h.
- Lissahora (Liša Hora), 7 h.
- Loga (Łahow), 131 h.
- Lomske (Łomsk), 19 h.
- Luga (Łuh), 298 h.
- Neudorf (Nowa Wjes), 198 h.
- Pannewitz (Banecy), 96 h.
- Saritsch (Zarěč), 120 h.
- Uebigau (Wbohow), 99 h.
- Weidlitz (Wutołčicy), 35 h.
- Zescha (Šešow), 312 h.